# 구스베르크
구스베르크(독일어: Gußwerk)는 오스트리아 슈타이어마르크주에 위치한 도시로 면적은 285.36km2, 높이는 747m, 인구는 1,227명(2016년 1월 1일 기준), 인구 밀도는 4.3명/km2이다. 마리아첼을 구성하는 지방 자치체 가운데 한 곳이다.

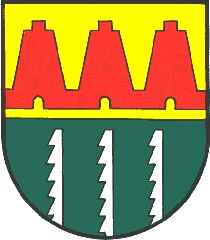
시 문장